# Umanitaria

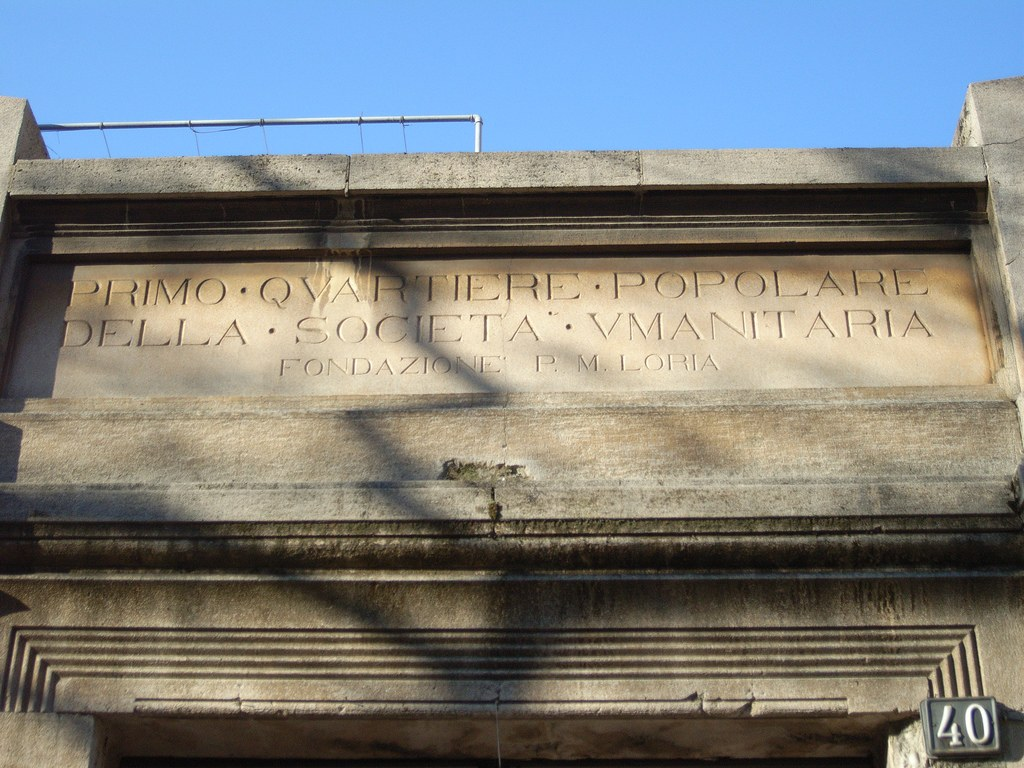
Inscriptions sur le portail du quartier ouvrier, au numéro 40, de la via Solari à Milan.

L’Umanitaria ou Società Umanitaria est une société de bienfaisance et culturelle laïque milanaise qui a pour mission l'éducation  et l'instruction  des plus défavorisés.

## Historique
Fondée en 1893, elle est opérationnelle en 1902, à la suite d'un legs d'environ 12 millions de lires du mécène Prospero Moisè Loria (it). De cette institution naît, en 1922, le fameux ISIA (it) de  Monza.
Son siège historique est situé via Daverio, derrière le palais de justice de Milan. Autrefois la  Società Umanitaria était présente avec des bureaux de représentation dans presque toute l'Italie ainsi qu'à l'étranger : ce réseau fut démantelé principalement durant les années de l'administration fasciste (1924-1942). Aujourd'hui, son action est recentrée et développée à travers cinq sièges périphériques situés à Alghero, Cagliari, Carbonia-Iglesias, Naples, Rome  et Vailate.
Ses présidents ont été l'avocat Luigi Majno (it), personnage bien connu de la bourgeoisie milanaise, puis le sénateur Luigi Della Torre, banquier actif aussi dans la vie publique milanaise tandis que  Augusto Osimo se distinguait durant deux décennies de travail comme directeur général.

## Secteurs d'intervention
- Bureau du travail : lutte contre le chômage et centre de recherche d'emploi
- Bureau agricole : coopération, mutualité et logement social
- Émigration : assistance aux émigrés
- Instruction : école d'arts et métiers, bibliothèques populaires, orientation et requalification professionnelle, droits des femmes, théâtre populaire
- Éducation des adultes : depuis 1945, cours organisés dans toute l'Italie.